# Dušan Vukčević
Dušan Vukčević (in serbo Душан Вукчевић?; Sarajevo, 14 novembre 1975) è un ex cestista serbo con cittadinanza greca.

## Biografia
È padre di Tristan Vukčević, anch'egli cestista professionista, di ruolo ala grande o centro.

## Carriera

### Club
Dopo aver terminato le giovanili si trasferisce in Grecia dove veste prima la maglia dell'Apollon Patrasso e successivamente dell'Olympiacos, squadra in cui milita per quattro anni ottenendo nel frattempo il passaporto greco. Nel 2001-02 veste la camiseta blanca del Real Madrid, mentre un anno più tardi passa alla Montepaschi Siena dove vince il primo scudetto della storia del club. L'anno seguente disputa metà stagione tra le file dell'Olympiacos e metà all'Ülker di Istanbul con cui vince la coppa di Turchia. Nell'estate 2005 fa ritorno nel campionato italiano con l'ingaggio da parte dell'Olimpia Milano ma dopo pochi mesi, a gennaio, approda alla Virtus Bologna.
Nella stagione 2007-08 torna all'Olimpia Milano con la maglia numero 14. Nel corso della stagione Dušan lascia il suo ruolo di "sesto uomo di lusso" conquistando il quintetto base praticamente subito. Sono lui, Melvin Booker e Danilo Gallinari i tre violini che conducono l'Olimpia, lasciata da Zare Markovski in zona retrocessione al momento della sua sostituzione con Attilio Caja, ad un inaspettato quinto posto e alla semifinale play-off con Siena (dopo la vittoria in 5 partite con Montegranaro, in cui l'apporto di Vukčević è stato determinante) che garantisce alla compagine meneghina la qualificazione all'Eurolega 2008-09.
Grande tiratore dall'arco dei tre punti, Vukčević ha saputo migliorarsi anche in altri aspetti del gioco (come la difesa o la capacità di agire da playmaker occulto) nel corso della sua carriera, avvalendosi anche di un talento certamente non comune e da una crescita di leadership e di fiducia nei propri mezzi aumentata di pari passo con l'età. Dopo l'ottima stagione a Milano, il giocatore firma un nuovo contratto con la Virtus Bologna. Nella Virtus 2009-10 è anche il nuovo capitano della squadra. Memorabile il suo tiro da tre punti che il 29 marzo 2009 ha consentito alla Virtus di battere per 74-75 la Fortitudo nel derby cittadino, proprio nell'anno della retrocessione della Fortitudo. Con la canotta delle vu nere il 26 aprile 2009 conquista l'EuroChallenge, grazie alla vittoria in finale contro i francesi dello Cholet.
Nell'agosto 2010 scende nel campionato di Legadue in virtù del contratto biennale firmato con il Basket Rimini Crabs, squadra di cui anche in questo caso viene nominato capitano. Nonostante i 36 anni di età, è il miglior marcatore stagionale della squadra con i suoi 16,6 punti di media. I biancorossi vivono una stagione contrassegnata dai problemi societari che a fine stagione porteranno la società alla messa in liquidazione, ma riescono a chiudere la regular season al terzo posto, salvo poi uscire ai quarti di finale contro Veroli.
In vista della stagione successiva, dopo la mancata iscrizione alla Legadue della formazione romagnola, Vukčević viene tesserato dalla Tezenis Verona, continuando a giocare così in Legadue.
A fine febbraio 2012, per una vicenda personale venutasi a creare a Belgrado, lascia la compagine veneta a campionato in corso e fa ritorno in Serbia.

### Nazionale
Nel corso della sua carriera ha vestito la maglia delle Nazionali jugoslava prima e serba poi, con cui ha anche ricevuto la convocazione per gli Europei 2003.

## Palmarès
- Campionato italiano: 1

Siena: 2003-04
- Coppa di Turchia: 1

Ülkerspor: 2004-05
- EuroChallenge: 1

Virtus Bologna: 2008-09